# Estació de Benimàmet
L'estació de Benimàmet és una estació subterrània localitzada al barri de Benimàmet de València i que forma part de la línia 2 de l'operador Metrovalència. L'estació pertany a la zona tarifària A de Ferrocarrils de la Generalitat Valenciana (FGV) i l'Autoritat de Transport Metropolità de València (ATMV). L'adreça oficial de l'estació és la plaça de Luis Cano, sense número.

## Història

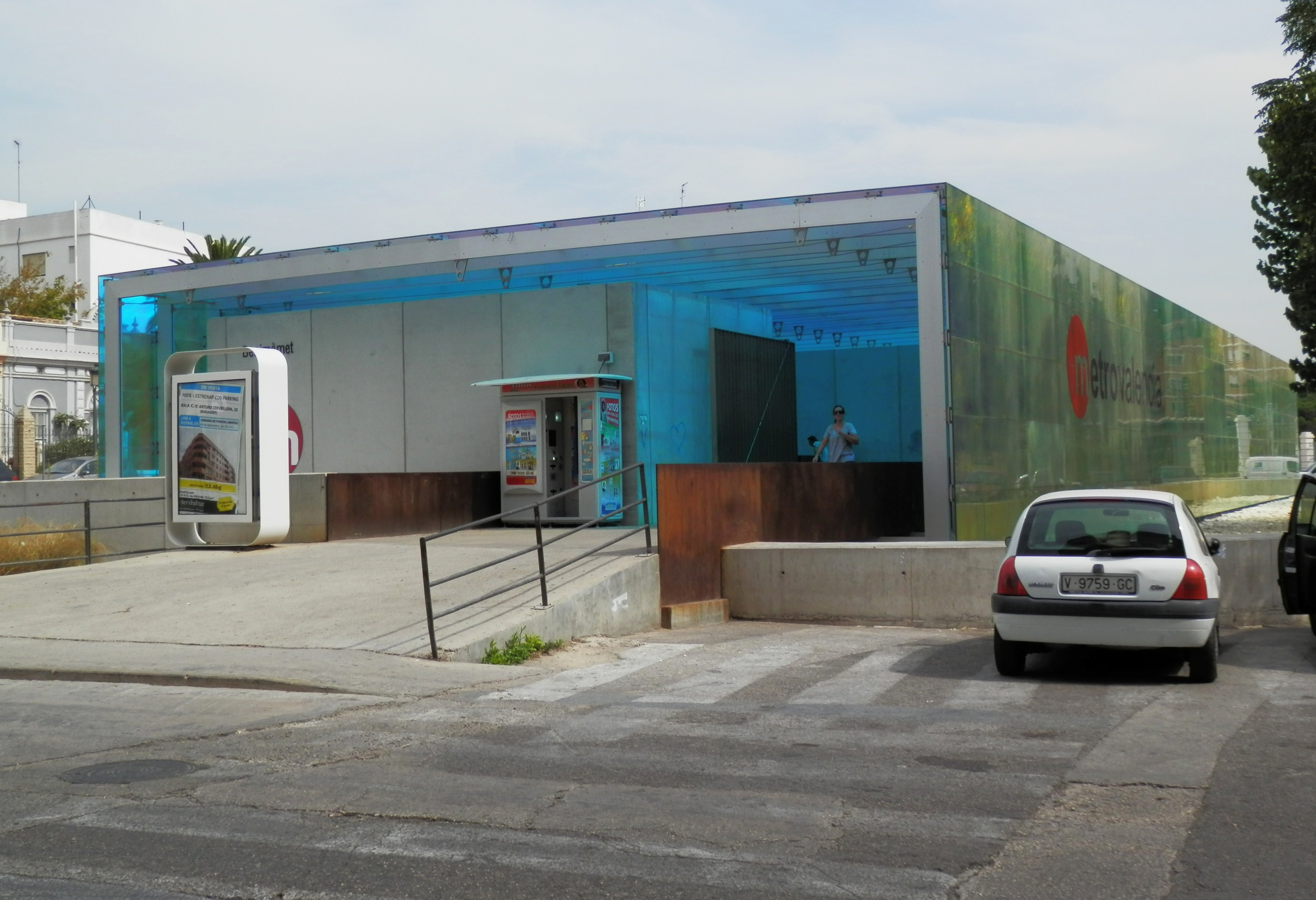
Exterior de l'actual estació

La primigènia estació de Benimàmet fou inaugurada el 1888 per la Societat Valenciana de Tramvies (SVT) a la seua línia a Llíria. Durant la seua història, fou gestionada per la Companyia de Tramvies i Ferrocarrils de València (CTFV) i els Ferrocarrils Espanyols de Via Estreta (FEVE) fins a ser transferida als Ferrocarrils de la Generalitat Valenciana (FGV) l'any 1987. El 26 de setembre de 2008, amb el soterrament de les vies de Metrovalència per Benimàmet, l'estació original fou enderrocada.
L'actual edifici fou inaugurat el 15 de maig de 2011. Des de 2015, la línia que va fins a Llíria i passa per l'estació ha tornat a dir-se línia 2, triant aquesta vegada el color rosa, ja que l'antic color verd estava sent utilitzat per la línia 5.

## Distribució

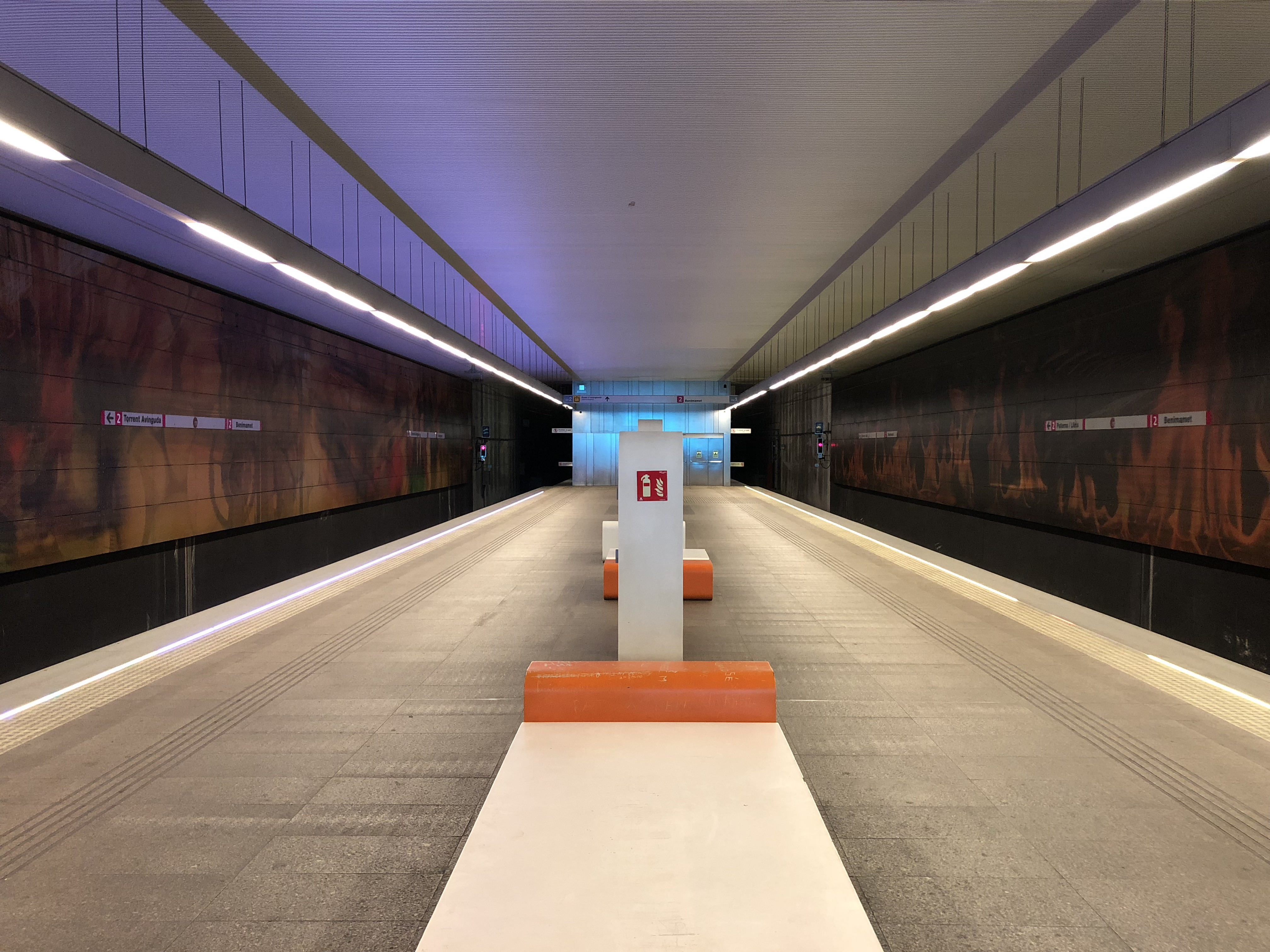
Panoràmica de les vies

L'estació, de tipologia subterrània, està dividida en dos nivells: el superior, a nivell de carrer, on s'hi troben els accessos i l'edifici, els punts de venda de bitllets i les escales i l'inferior, on hi ha una plataforma central amb dues andanes i dues vies a cada banda. Les andanes no compten amb mampares de seguretat. L'estació disposa d'accessibilitat per a persones amb discapacitat física, visual i auditiva.
Només hi ha dos accessos, ambdós a cada façana de l'edifici en superfície de l'estació. Actualment, l'edifici queda inserit al bellmig d'un parc a la plaça de Luis Cano.

### Línies
| Procedència/Destinació | <              | Línia | >          | Procedència/Destinació |
| ---------------------- | -------------- | ----- | ---------- | ---------------------- |
| Llíria                 | Carolines-Fira |       | Cantereria | Torrent Avinguda       |